# حرب القبائل

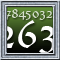

حرب القبائل هي لعبة متصفح لا تحتاج إلى تحميل، تسير أحداثها في العصور الوسطى كل لاعب يتحكم في قرية صغيرة ويسعي للحصول على المجد والشهرة.و هي تحاكي الحرب في حالة لعبة، وهي لعبة ألمانية
المميزات
- العالم الواحد في حرب القبائل غير مُحدد بوقت معين للانتهاء، ولكنه يظل يعمل طالما هناك تحالفات تتصارع من أجل البقاء...[3][4][5] وينتهي العالم فقط: عندما تحتل تحالف واحد العالم بالكامل.. فيحفروا اسمهم في التاريخ بحروف من نور.
- الإستراتيجيات الحربية التي تُطبق في اللعبة.. استراتيجيات جاءت بحكم نوعية اللاعبين المهتمين باللعبة في المقام الأول فالكثيرون يطبقوا استراتيجيات سون تزو الحربية الشهيرة، والبعض يطبق استراتيجيات أخرى لم تسمع عنها بحياتك.
- كل عالم له خصائص تختلف عن العوالم الأخرى ولهذا كل عالم له طريقة في اختيار الأستراتيجية التي تلعب بها وطريقة احتلال القرى، فهناك العوالم تسمح للاعضاء بدعم وإرسال موارد الي لاعبين من خارج قبيلتهم وعوالم تمنع هذا الشئ، وامثلة أخرى كثيرة، ممكن يجعلك تشعر بشكل دائماً بوجودة شيء جديد في اللعبة.
- الدعم الفني في اللعبة من أفضل فرق الدعم الفني، فالتذاكر يتم الرد عليها في اقل من 24 ساعة، ودائماً ما يستخدمون اللغة العربية الفصحى في الردود.
- إدارة تقوم بتطبيق القوانين بشكل جاد وحازم ولهذا من النادر ومن الصعب جداً ان يستطيع اللاعبين الغش في اللعبة باستخدام أكثر من حساب أو غيرها من مثل هذه الوسائل لانه حتى إذا استطاع ان يخدع الأدارة لفترة من الوقت يُغلق حسابه

أنواع القري
1. القرى الهجومية: تقوم هذه القرية على بناء القوة الهجومية لمقاتليها وتدريبهم على مهارات الاستكشاف والهجوم. الأسلحة المستخدمة هي محطمة الحائط والتي تحتاج إلى الحماية، المقاليع, مقاتل الفاس، فارس خفيف وفارس ثقيل
2. القرى الدفاعية: وهي قرى متخصصة في الدفاع ويمكنها التعاقد مع القرى المحاربة لحماية ممتلكاتها في أثناء الهجوم أو الغارة على القرى والاعداء الاخرين. الأسلحة المستخدمة هنا هم مقاتلو الرمح، مقاتلو السيف، رماة القوس، فارس ثقيل، المنجانيق
3. قبائل النبلاء: هي كالقرى الهجومية ولكنها تضم اربع إلى خمس نبلاء والذين يعطون القدرة على احتلال قرى أخرى
4. قرى قبائل الكشافة : تضم ما يقارب عشرة آلاف كشاف للتجسس وكسب المعلومات
5. قرى الدعم: تتميز بعدات دفاعية كيبرة تفوق معدات القرى الدفاعية وتستخدم هذه القرى لحماية القرى الهجومية أو قرى النبلاء

## وصلات خارجية
- موقع حرب القبائل
- شرح سريع للعبة حرب القبائل